# دب أوسوري البني
دب أوسوري البني أو دب آمور البني (الاسم العلمي: Ursus arctos lasiotus) هو نويع من الدب البني ويعيش في سيبيريا في روسيا، وفي مقاطعة هوكايدو في اليابان، وفي شمال الصين ووادي إيمر في الصين، ومتوسط حجم البالغ منها هو ما بين ثمانية أقدام وثمانية أقدامٍ ونصف.